# RUF CTR

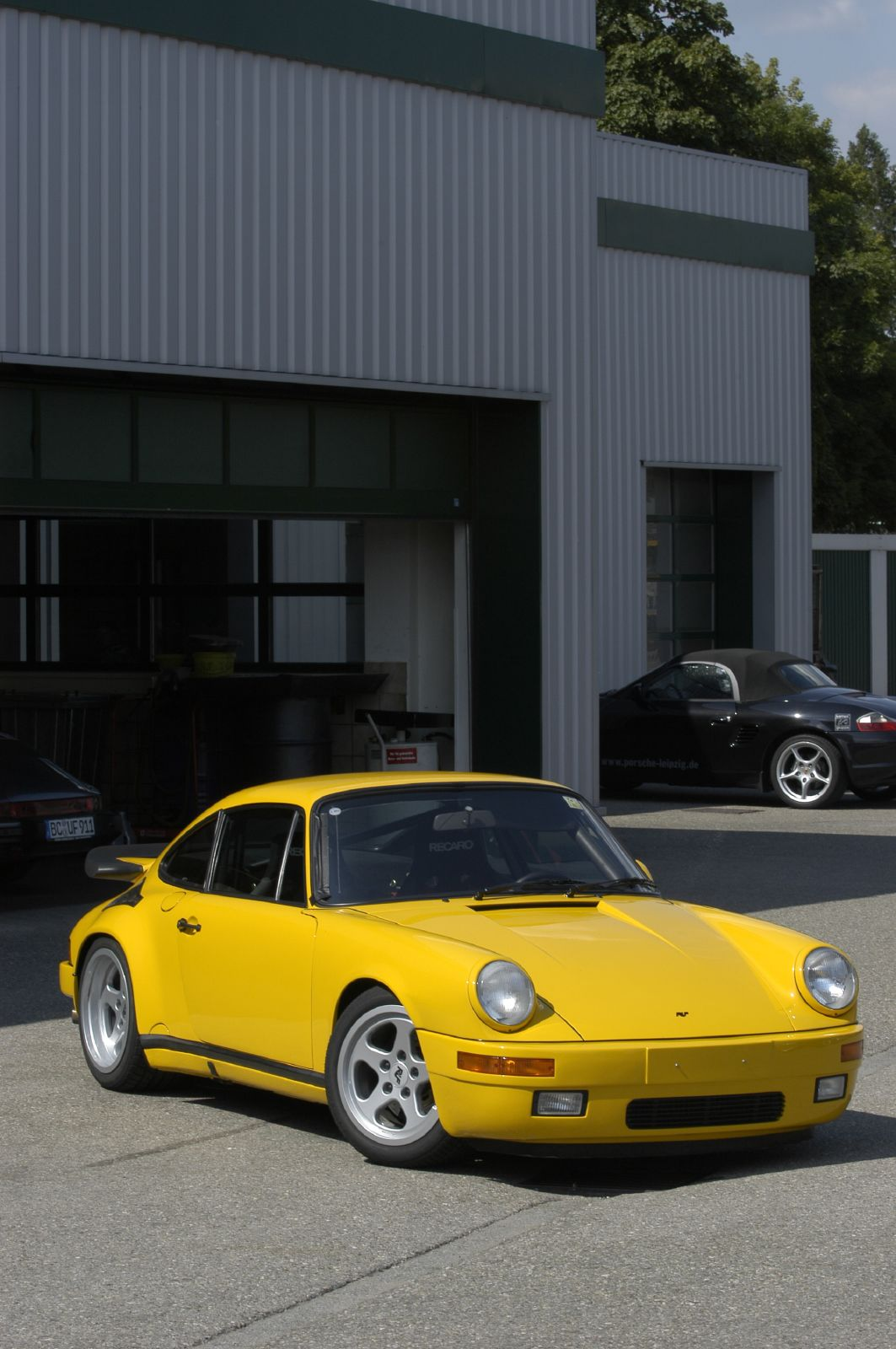
CTR Yellowbird

De RUF CTR, ook bekend als de CTR Yellowbird of simpelweg Yellowbird, was een supersportauto van de autofabrikant RUF Automobile GmbH uit Duitsland. De auto werd in gelimiteerde oplage gemaakt.
De CTR werd geïntroduceerd als model voor het jaar 1987 en was gebaseerd op de Porsche 911. De auto had een vergrote en sterk getunede versie van Porsches 3,2 liter boxermotor, een lichtere uitvoering van de carrosserie, verbeterde wielophanging en remsysteem, een speciaal gefabriceerde versnellingsbak en aanpassingen op de carrosserie zoals bumpers van fiberglas en luchtinlaten.
De auto had de beschikking over 469 pk en woog 1100 kg. Hierdoor bereikte de auto de 100 km/h vanuit stilstand in 4,0 seconden en had de auto een topsnelheid van 340 km/h.
De bijnaam "Yellowbird" werd door journalisten van Road & Track magazine verzonnen omdat de knalgele CTR waarover ze de beschikking hadden voor hun testen, opviel vanwege het grauwe weer tijdens de foto-opnamen.

## Geschiedenis
De CTR (Group C Turbo Ruf) was gebaseerd op de Porsche 911 Carrera 3.2 uit 1987 in plaats van op de reeds met turbo uitgevoerde Porsche 930. Deze beslissing werd genomen omdat de 3.2 een lager gewicht had en een betere gewichtsverdeling. Standaard carrosserieonderdelen zoals de deuren, voorklep en achterklep werden vervangen door aluminium uitvoeringen, waardoor de gewichtsafname 200 kg bedroeg. Bumpers van fiberglas en luchtinlaten op de achterspatborden zorgden voor een betere luchtstroom naar de intercoolers.
Naast gewichtsbesparing werd ook de motor aangepakt. De cilinders werden uitgeboord waarmee de cilinderinhoud op 3,4 liter kwam. Ook werd een verbeterd Bosch Motronic benzine-injectiesysteem gebruikt en werd gebruikgemaakt van het ontstekingsmechanisme van de Porsche 962 raceauto. Een speciaal voor deze auto ontworpen turbo met twee grote turboladers en dubbele intercoolers maakte het werk af en zorgde voor een totaal vermogen van 469 PK en een trekkracht van 408 Nm bij een toerental van 5.950. De beveiliging van de turbomotor was een fluittoon die leek op die van een kanarie, wat bijdroeg tot het vestigen van de naam Yellowbird.
De Porsche 911 3.2 gebruikte een vijfversnellingsbak terwijl de turbo aangedreven slechts een vierversnellingsbak had omdat deze geschikt was voor de grote krachten die de motor leverde. Ruf was niet tevreden met slechts vier versnellingen en het lukte niet om de vijfversnellingsbak afdoende aan te passen. Er werd gekozen voor een nieuwe versnellingsbak die door Ruf zelf werd ontworpen. De verhoudingen konden hierdoor ook door Ruf zelf bepaald worden.
De auto werd afgemaakt door een nieuw wielophangingssysteem, 17 inch lichtgewicht Ruf velgen, remschijven van Brembo van 330 mm en autosportbanden van Dunlop.
Ruf bracht de CTR aan het eind van 1987 op de markt voor 223.000 dollar. Ook was het mogelijk om een Porsche 911 3.2 te laten ombouwen. Ruf maakte 29 CTR's van auto's die rechtstreeks van Porsche afkwamen. De meeste CTR's die werden gebouwd, waren op basis van door klanten aangeleverde Carreras.

## Prestaties
Vanwege het lage gewicht presteerde de auto beter dan andere supersportwagens van die tijd zoals de Ferrari Testarossa en de Lamborghini Countach. Hoewel een klein aantal andere sportauto's, zoals de Ferrari F40 en de Porsche 959, een hogere acceleratie hadden, bleef de RUF CTR hun de baas vanwege de topsnelheid. De auto was de snelste sportauto ter wereld ten tijde van uitbrengen.
Ook was de auto geschikt om op het circuit te racen. Het hield enkele jaren het ronderecord op de Nürburgring. Dit wordt algemeen gezien als het moeilijkste en zwaarste circuit ter wereld en geldt als standaardtest voor (super)sportauto's.

## Opvolging
De CTR werd in 1996 opgevolgd door de CTR2 die was gebaseerd op de Porsche 911/993. In 2007 verscheen de CTR3.